# Hrvatska patuljasta kokoš
Hrvatska patuljasta kokoš - Jurek i Katica
Stara pasmina domaćih kokoši, koje su se u našim selima uzgajale stoljećima, jer su bile najbolje prilagođene uzgoju na ovim klimatskim prostorima. Zbog svoje izdržljivosti i poludivlje naravi, mogle su izdržati i najgore životne uvjete. Otpornost na razne bolesti, dug životni vijek te vrlo dobra plodnost i majčinski instinkt kod kokica, osiguravao je uvijek mnogobrojan podmladak bez ikakve posebne brige.
HPK je domaća patuljasta kokoš rasprostranjena po cijeloj Hrvatskoj s različitim nazivima s nosivošću 80 - 100 jaja bijele ljuske, najmanje težine za nasad 30 gr. 
Tipična obilježja za ovu pasminu su osobita elegancija i ljupkost. Vitkog i elegantnog je izgleda, srednjeg do višeg stava, uspravnog, ponosnog i kočopernog držanja, što s pomalo u zadnjem dijelu uzdignutom krijestom odaje izgled borbenosti. Ova kokoš je plaha i nestašna, te se dobro snalazi u slobodnom držanju. Mnogi je još drže slobodno pa spavaju na drveću. Uz volijerno držanje i više brige postaje umiljata, ljupka i dražesno elegantna.
Početkom 2007. godine, na forumu Svijet ljubimaca, nekoliko uzgajatelja peradi i ljubitelja starih pasmina dolazi do ideje da se okupi i zajedničkim snagama vrati među uzgajatelje našu staru pasminu peradi, koja je već bila na rubu izumiranja. Kako se ova kokoš stoljećima uzgajala u raznim dijelovima Hrvatske, tako se od sela do sela razlikuju i njeni nazivi pa su tako negdje Đurek i Katica, Đurina i Katena, Kredlice, Čučuriček, Cvergli, Turčinci i sl.
Kako bi objedinili sve te nazive i prostore na kojima je ova kokoš obitavala dan joj je naziv HRVATSKA PATULJASTA KOKOŠ!
Iste 2007. godine osnovan je i Klub uzgajatelja hrvatske patuljaste kokoši sa sjedištem u Đurđevcu, gradu Picoka.
2010. godine Hrvatska Patuljasta Kokoš priznata je od Hrvatskog saveza uzgajatelja peradi a 2012. na EE–izložbi u Leipzigu - Njemačka od strane europske standardne komisije. 
U Hrvatskoj je HPK priznata u: crveno–šarenoj, bijeloj, zlatovratoj i crnobijelo–pjegastoj boji, dok je crna u postupku priznavanja, a pšenična u radnom standardu.
U Europi su HPK priznate u: crveno–šarenoj, bijeloj, zlatnovratoj i crnobijelo–pjegastoj boji.